# Південно-західне наріччя української мови

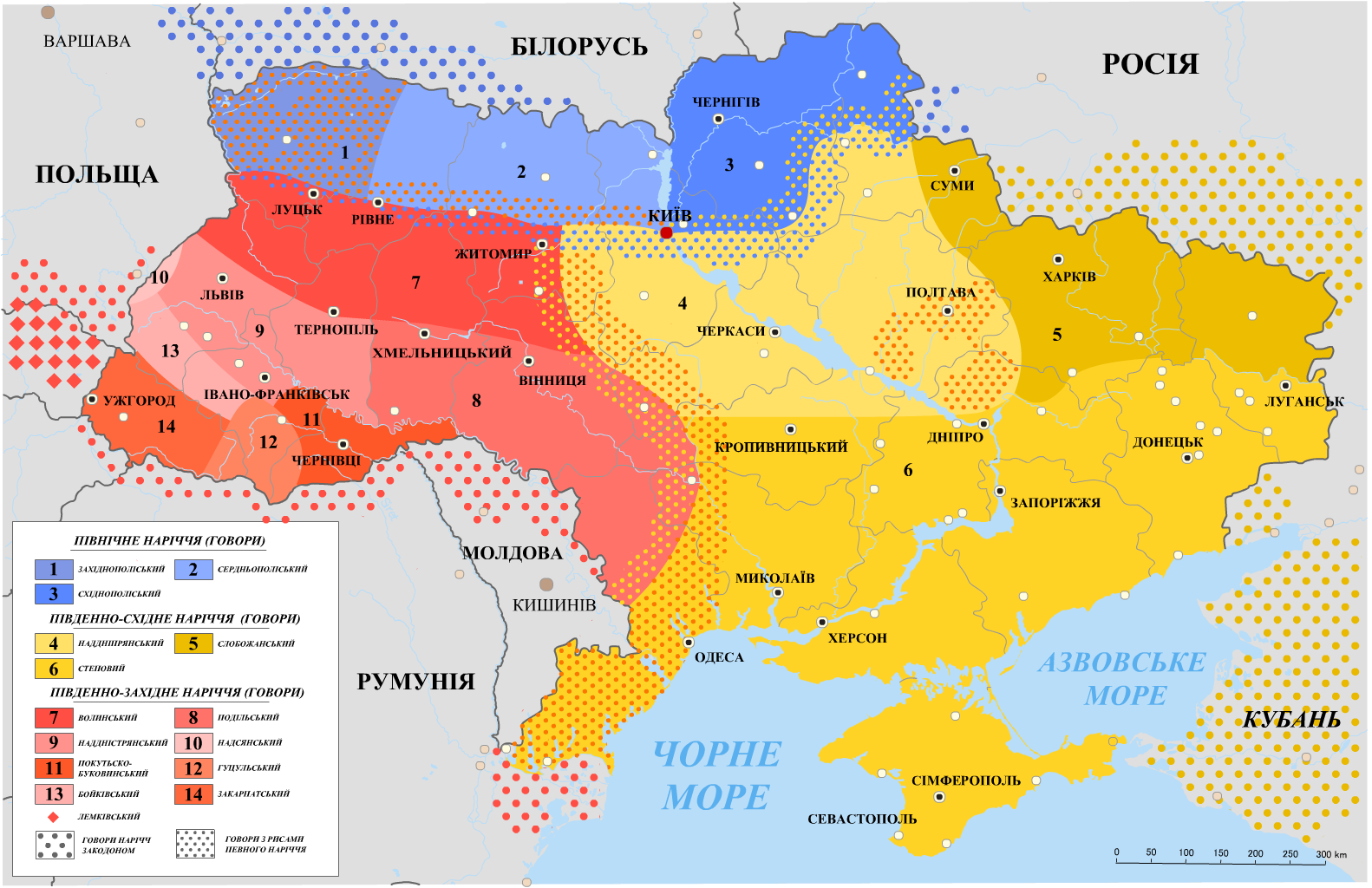
Карта українських говорів (2005):
Волинський говір (7)
Подільський говір (8)
Наддністрянський говір (9)
Надсянський говір (10)
Покутсько-буковинський говір (11)
Гуцульський говір (12)
Бойківський говір (13)
Закарпатський говір (14)
Лемківський (ромб)

Південно-західне наріччя — одне з трьох наріч української діалектної мови. Охоплює говори на території південно-західних областей України, а також на суміжних землях Молдови, Румунії, Угорщини, Словаччини, Польщі; говірки південно-західного типу як окремі анклави поширені також в Хорватії, Сербії, Канаді, США.

## Поширення
На півдні й заході межа південно-західного наріччя є одночасно межею з сусідніми мовами; на півночі умовна лінія Володимир—Луцьк—Рівне—Звягель—Житомир—Фастів відмежовує південно-західне наріччя від північного наріччя; умовна лінія Фастів—Біла Церква—Ставище—Тальне—Первомайськ—Ананьїв—нижня течія Дністра відмежовує південно-західне наріччя від південно-східного наріччя.

## Діалектні групи
Південно-західне наріччя об'єднує старожитні говори.
Складною була історія людності південно-західного регіону України від доби Київської Русі до середини 20 століття. Насамперед наявність тривалих у часі адміністративних меж, розчленування території наріччя між різними державами, що супроводжувалося у певних зонах південно-західного наріччя відмінними інтенсивними впливами інших мов, зумовила значну діалектичну диференціацію цього наріччя. У ньому виділяють три групи діалектів:
- волинсько-подільську, що об'єднує волинський говір і подільський говір, що поширені на території історичних Волині і Поділля;
- галицько-буковинську, що об'єднує наддністрянський говір, покутсько-буковинський говір (надпрутський), гуцульський говір (східнокарпатський), надсянський говір, що поширені на територіях історичних Галичини і Буковини;
- карпатську, що об'єднує бойківський говір (північнокарпатський, або північнопідкарпатський), закарпатський говір (середньозакарпатський, підкарпатський, південнокарпатський), лемківський говір (західнокарпатський).

## Особливості
Риси, за якими південно-західне наріччя протиставляється південно-східному і північному наріччям, охоплюють усі чи більшість говорів наріччя; частина специфічних для південно-західного наріччя рис має вузьколокальний характер. Багато важливих для структури південно-західного наріччя ознак не протиставляються іншим наріччям, вони є інтегральними.
Словотворчі особливості південно-західного наріччя зумовлюються набором словотворчих засобів, не властивих діалектам інших наріч, наприклад: суфікси -анк(а), (н)-иц’(а) для утворення назв полів з-під сільськогосподарчих культур (стерн’áнка, бурачáнка, барабол’áнка, жи́тниц'а, бýл'аниц'а), суфікс -л’(а) для творення назв діючої особи жіночого роду (брáл'а, копáл'а, ворожíл'а) та ін.
Літературна, наукова діяльність, шкільництво носіїв південно-західного наріччя аж до середини 20 ст. були позначені помітним впливом місцевих говірок, що зумовило формування у різний час галицького, буковинського і закарпатського варіантів української літературної мови, з яких лише галицький був найбільш унормованим і поширеним.

### Фонетичні
Фонетичні особливості південно-західного наріччя:
- рефлексація давніх о, е в новоутворених закритих і ненаголошених складах як і (конь > кін’, печь > піч, ıєсень > осін’), у частині карпатських говорів давні о, е зазнали інших змін — на у, ÿ, и (конь > кун’, кин’, принеслъ > принÿс);
- давній [ѣ] («ять») рефлексувався як у наголошених, так і ненаголошених позиціях (пѣсокъ > пісóк, дѣло > дíло);
- у галицько-буковинській групі говорів а після м'яких приголосних і шиплячих змінюється на голосний переднього ряду е, и, і (час > чіс, тел’á > тел’é, шáпка > ши́пка), для інших говорів ця зміна не характерна;
- наявність сильного укання — зміни ненаголошеного [о] в [у] (гоулýбка, кужýх);
- у ненаголошеній позиції сильне змішування [е] і [и] (жиевé, вислó), а в буковинському говорі виразна зміна артикуляції и у напрямку до е (беикé ‘бики’, жéто ‘жито’);
- у карпатських говорах наявний голосний заднього ряду [ы](сыны, былы);
- деспалаталізація [p’] і пов'язане з нею виділення нової йотової артикуляції в наддністрянському говорі (зор'а > зорја, бур'а > бурја);
- оглушення приголосних у кінці слова і перед глухими приголосними; відсутність подовження приголосних в іменниках середнього роду (жит’:а > жит'а, жит'е);
- перехід м'яких приголосних д’, т’ в ґ’, к’ (д'ід > ґ'ід, т’íсто > к’íсто);
- наявність на місці давніх сполук ръ, лъ, рь, ль рефлексів -ир-, -ил-, -ер-, -ел-, -ыр-, -ыл- (керни́ц'а, кырвáвиј, гилтáти).

### Морфологічні
Морфологічні особливості південно-західного наріччя:
- наявність флексії -оў, -еў на місці давніх -оју, -еју, а також флексії -ом в орудному відмінку однини іменників жіночого роду та узгоджених з ними прикметників, числівників та окремих займенників (рукóју > рукóў, рукóм, мнóју > мноў, мном, землéју > землеў);
- збереження у багатьох говорах рефлексів давніх закінчень давального і місцевого відмінків множини іменників чоловічого роду -ом, -ім, -ох, -ix (синóм, брáтім, на синóх, на брáтіх при формах синáм, братáм, на синáх, на братáх у більшості українських діалектів);
- збереження давніх форм давального і орудного відмінків однини особового і зворотного займенників мі, ми, ті, ти, си, м'а, т'а, с'а при формах менí, тобí, собí, менé, тебé, себé в інших говорах;
- поширення усічених форм займенників (го, му замість јогó, јомý), редуплікованих форм вказівних займенників то, се — тото, сесе, сес'а;
- наявність форм інфінітива на -чи від дієслів з основами на задньоязиковий приголосний г, к, x (бігчи, стричи); поширення різних форм майбутнього часу (бýду писáти, бýду писáв, писáтиму, му писáти);
- збереження давніх особливих форм праслов'янського перфекта дієслів 1-ї і 2-ї осіб однини і множини минулого часу (носи́вјем, носи́лам, носи́ли смо, носи́ли сте), а також форм давноминулого часу (був-јем казáв) та форм умовного способу (був бим роби́в).

### Синтаксичні
Синтаксичні особливості південно-західне наріччя:
- наявність конструкцій прийменник к + іменник, займенник у давальному відмінку (к тóбі, замість до тéбе), конструкцій нас було двох замість нас було двоје, мају діти замість мају дітей та ін;
- поширення вільного відносно зворотного дієслова розташування форманта с'а (також у формі си чи сі) — у препозиції чи постпозиції (ја с'а весел'у і ја весел'ус'а).

## Відео
- Діалекти: південно-західне наріччя | Українська мова